# 起承転結 VI
『起承転結 VI』（きしょうてんけつ シックス）は、1994年4月21日にリリースされた松山千春6枚目のシングル・コレクション（ベスト・アルバムとしては8枚目）。

## 解説
1990年の「夏の陽」から1993年の「東京」まで6枚のシングル曲両面全12曲を収録。

## 収録曲
全曲作詞・作曲：松山千春（特記以外）
1. 夏の陽　(4分08秒)
  - 編曲:大石学
2. Lullaby　(4分41秒)
  - 編曲:大石学
3. 男達の唄　(4分28秒)
  - 編曲:瀬尾一三
4. 踊り子　(4分23秒)
  - 作詞・作曲:下田逸郎／編曲:瀬尾一三
5. 燃える涙　(4分06秒)
  - 編曲:飛澤宏元
6. 愛の炎　(4分15秒)
  - 編曲:飛澤宏元
7. 純－愛する者たちへ－　(5分18秒)
  - 編曲:飛澤宏元
8. 今…　(5分17秒)
  - 編曲:飛澤宏元
9. INTENTIONAL　(4：20)
  - 編曲:笛吹利明
10. 陽だまりの中　(5分45秒)
  - 編曲:飛澤宏元
11. 東京　(4分18秒)
  - 編曲:土方隆行
12. 俺の人生　(4分40秒)
  - 編曲:土方隆行